# تیاتر (روزنامه)
روزنامه تیاتر نخستین روزنامه هنری ایران بود که در خصوص تئاتر و نمایشنامه‌های ایران و جهان خبر منتشر می‌کرد. صاحب امتیاز و مدیر مسوول این روزنامه میرزا رضا خان طباطبایی نایینی نماینده دور دوم مجلس شورای ملی بود.
شروع به فعالیت این نشریه پیش از واقعه به توپ بسته شدن مجلس شورای ملی به دستور محمد علی شاه قاجار بود. این نشریه در مدت ۷۵ روز در ۱۲ شماره منتشر شد. قیمت این نشریه که در داخل و خارج ایران پخش می‌شد و قیمت آن ده دینار در داخل و سه شاهی در خارج کشور بود. پس از کودتای محمد علی شاه قاجار دفتر این روزنامه توسط نیروهای قزاق غارت شد.
محمد گلبن و فرامرز طالبی تمامی این دوازده شماره را در کتابی بنام «روزنامه تیاتر» در سال ۱۳۶۶ بازنشر کردند. همچنین در این کتاب مجموعه نمایشنامه‌هایی نوشته شده میرزا رضا نایینی طباطبایی نیز درج شده‌است.